# Abyssus Abyssum Invocat
Abyssus Abyssum Invocat (łac. Piekło wzywa na pomoc piekła) – druga kompilacja nagrań polskiej grupy muzycznej Behemoth. Wydawnictwo ukazało się 16 maja 2011 roku w Europie nakładem wytwórni muzycznej Peaceville Records. W Stanach Zjednoczonych kompilacja ukazała się 7 czerwca tego samego roku nakładem Metal Blade Records. Na pierwszej płycie zostały opublikowane utwory pochodzące z amerykańskiej edycji minialbumu Conjuration wydanego w 2003 roku. Z kolei na drugiej płycie znalazły się utwory pochodzące z wydanego w 2005 roku minialbumu Slaves Shall Serve oraz wcześniej niepublikowane kompozycje „Lam” i „As Above So Below” zarejestrowane na żywo.

## Lista utworów
Opracowano na podstawie materiału źródłowego.
| CD 1 – Conjuration | CD 1 – Conjuration                     | CD 1 – Conjuration        | CD 1 – Conjuration                                     | CD 1 – Conjuration |
| Nr                 | Tytuł utworu                           | Słowa                     | Muzyka                                                 | Długość            |
| ------------------ | -------------------------------------- | ------------------------- | ------------------------------------------------------ | ------------------ |
| 1.                 | „Conjuration of Sleep Daemons”         | Krzysztof Azarewicz       | Adam Darski, Mateusz Śmierzchalski, Zbigniew Promiński | 3:24               |
| 2.                 | „Wish (cover Nine Inch Nails)”         | Trent Reznor              | Trent Reznor                                           | 3:37               |
| 3.                 | „Welcome to Hell (cover Venom)”        | Conrad Lant, Anthony Bray | Conrad Lant, Anthony Bray                              | 3:15               |
| 4.                 | „Christians to the Lions (Live)”       | Adam Darski               | Adam Darski                                            | 3:49               |
| 5.                 | „Decade of Therion (Live)”             | Krzysztof Azarewicz       | Adam Darski                                            | 3:47               |
| 6.                 | „From the Pagan Vastlands (Live)”      | Tomasz Krajewski          | Adam Darski                                            | 3:38               |
| 7.                 | „Antichristian Phenomenon (Live)”      | Adam Darski               | Adam Darski                                            | 5:05               |
| 8.                 | „Lam (Live)”                           | Krzysztof Azarewicz       | Adam Darski                                            | 4:25               |
| 9.                 | „Satan's Sword (I Have Become) (Live)” | Adam Darski               | Adam Darski                                            | 4:03               |
| 10.                | „Chant for Eskaton 2000 (Live)”        | Krzysztof Azarewicz       | Adam Darski                                            | 6:50               |
|                    |                                        |                           |                                                        | 41:53              |

| CD 2 – Slaves Shall Serve | CD 2 – Slaves Shall Serve                   | CD 2 – Slaves Shall Serve | CD 2 – Slaves Shall Serve     | CD 2 – Slaves Shall Serve |
| Nr                        | Tytuł utworu                                | Słowa                     | Muzyka                        | Długość                   |
| ------------------------- | ------------------------------------------- | ------------------------- | ----------------------------- | ------------------------- |
| 1.                        | „Slaves Shall Serve”                        | Krzysztof Azarewicz       | Adam Darski                   | 3:04                      |
| 2.                        | „Entering the Pylon of Light”               | Krzysztof Azarewicz       | Adam Darski                   | 3:42                      |
| 3.                        | „Penetration (cover The Nefilim)”           | Carl McCoy                | McCoy, Houchin, Miles, Rippin | 3:10                      |
| 4.                        | „Until You Call on the Dark (cover Danzig)” | Glenn Danzig              | Glenn Danzig                  | 4:25                      |
| 5.                        | „Demigod (Live)”                            | Adam Darski               | Adam Darski                   | 3:20                      |
| 6.                        | „Slaves Shall Serve (Live)”                 | Krzysztof Azarewicz       | Adam Darski                   | 3:26                      |
| 7.                        | „Lam (Live)”                                | Krzysztof Azarewicz       | Adam Darski                   | 4:27                      |
| 8.                        | „As Above So Below (Live)”                  | Krzysztof Azarewicz       | Adam Darski                   | 5:59                      |
|                           |                                             |                           |                               | 31:33                     |

## Twórcy
Opracowano na podstawie materiału źródłowego.

- Adam „Nergal” Darski – wokal prowadzący, gitara akustyczna, gitara, miksowanie (CD 1), produkcja
- Mateusz „Havoc” Śmierzchalski – gitara akustyczna, gitara (CD 1)
- Patryk „Seth” Sztyber – gitara, gitara akustyczna, wokal wspierający (CD 2)
- Marcin „Novy” Nowak – gitara basowa (CD 1)
- Tomasz „Orion” Wróblewski – gitara basowa, wokal wspierający (CD 2)
- Zbigniew „Inferno” Promiński – perkusja
- Arkadiusz Malczewski – inżynieria, miksowanie
- Daniel Bergstrand – miksowanie (CD 2, utwór 1)
- Tomasz „Graal” Daniłowicz – okładka, oprawa graficzna
- Grzegorz Piwkowski – mastering (CD 1; CD 2, utwory 2-6)
- Thomas Eberger – mastering (CD 2, utwór 1)
- Wojciech i Sławomir Wiesławscy – remastering (CD 1, CD 2)
- Piotr Łukaszewski – inżynieria
- Agnieszka Krysiuk – zdjęcia